# Дитрих фон Халденслебен
Дитрих от Халденслебен също Теодерих (на немски: Dietrich von Haldensleben; Theoderich, Teodoric; † 25 август 985) от род Билунги, е граф в Швабенгау, от 956 г. в Нордтюринггау, от 965 до 983 г. първият маркграф на Северната марка (Нордмарк) и от 966 г. в Дерлингау. От 968 г. официално има титлата dux.

## Биография
Дитрих е много важен в източната част на империята и основава саксонския благороднически род Халденслебен, наречен на неговата замък-резиденция в Халденслебен, северно от Магдебург. През 953 г. Дитрих е доверен командир на войската на крал Ото I в Лиудолфското въстание (953 и 954 г.). По-късно е водач в борбата против Елба-славяните.
През 965 г., след смъртта на маркграф Геро I от Саксонската източна марка, той получава саксонската Северна марка (Нордмарк).
След Славянското въстание (983) на племето лютичи той е свален през 983 г. Следващият маркграф през 983 г. става зет му Мешко I от Полша. Дитрих участва като командир в саксонската победа на река Тангер. В спора за трона от 984 г. той е противник на херцог Хайнрих Баварски. Според аналите на Кведлинбург Дитрих умира на 25 август 985 г.

## Фамилия
Дитрих е женен и има няколко деца:
- Бернхард († 1051), става 1009 г. маркграф на Нордмарк
- Ода (* пр. 962, † 1023), омъжва се 978/979 г. за полския херцог Мешко I от род Пясти
- Матилда, омъжва се за княза на хевелите Прибислав
- Титбурга, омъжва се 985 г. за граф Дедо I от род Ветини

Той е прадядо на Дитрих (995 – 1033), титулар-херцог на Полша 1033 г.